# 家集
家集（かしゅう）は、王朝和歌の世界において、個人または一家の和歌をまとめて収めた歌集を指す。「家の集」ともいい、家集の語はこれを漢語ふうに表現したもの。自撰・他撰の別は問わないが、初期には子孫が先祖の家集を編むことが多く、自撰家集が盛んになるのは院政期から新古今期前後にかけてである。鎌倉時代には勅撰集と並んで盛行した。
家集のもっとも古い例は10世紀前半ごろに編纂されたと思われる人丸集・赤人集・家持集・猿丸集の四種で、これらはいずれも『万葉集』巻十四以降あたりから、当該歌人の作品を抜き出して編まれたものである。が内容的には、その名を冠された歌人以外の作品も含まれるなど不備は多いものの、和歌が撰集形式ではなく、個人の著作物として鑑賞される機運が高まってきたことを示す重要な事例であるといえる。柿本人麻呂・山部赤人が歌聖として崇拝されたところから、このような家集の意識が生れてきたものと考えることができる。